# Jan van Arkel (bisschop)
Jan van Arkel (?, 1314 - Luik, 1 juli 1378) was bisschop van Utrecht van 1342 tot 1364 en bisschop van Luik van 1364 tot 1378.

## Afkomst
Jan was de zoon van Jan III van Arkel en zijn tweede echtgenote Kunigonda van Virneburg. 
Bisschop Jan werd door auteurs vaak verward met Jan IV van Arkel en Jan V van Arkel. Jan IV was de zoon van Jan III van Arkel uit zijn eerste huwelijk met Mabelia van Voorne en dus de halfbroer van bisschop Jan. Jan V van Arkel is de kleinzoon van Jan III van Arkel, via zijn zoon Otto van Arkel. Bisschop Jan van Arkel is nooit vermeld met een nummering.

## Bisschop van Utrecht

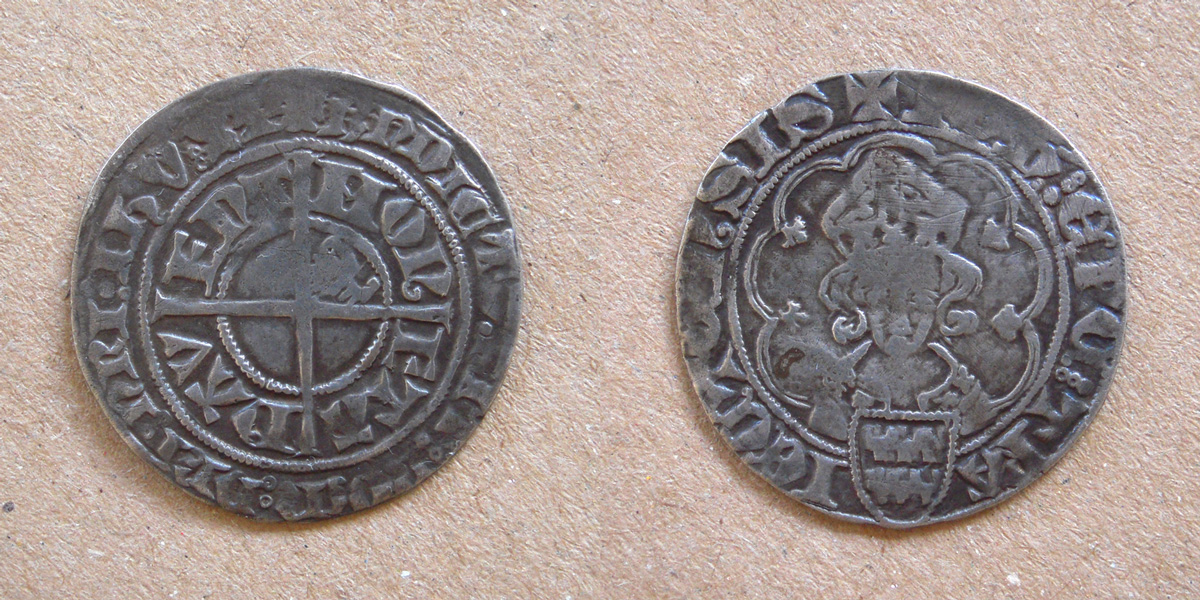
Zilveren groot, geslagen te Deventer op naam van bisschop Jan van Arkel (1342-1364)

Na de dood van bisschop Jan van Diest in 1340 kwam het niet direct tot een opvolger. De kapittels hadden Jan van Bronkhorst gekozen, de paus benoemde Nicolaas Capocci. Deze werd echter niet aanvaard door de kapittels en trok zich terug. De uiteindelijke benoeming van Jan van Arkel tot bisschop was te danken aan de invloed van graaf Willem IV van Holland. 
Zijn voorganger had het Sticht achtergelaten als een protectoraat van Holland, en het bewind van Jan van Arkel was erop gericht zich aan de voogdij van zijn voormalige Hollandse beschermers te onttrekken. Hij bleek hierin zeer succesvol en wist bovendien financieel orde op zaken te stellen. Hij werd bij zijn optreden gesteund door de stad Utrecht, die begreep dat zonder een sterk landsheerlijk gezag de positie van verschillende edellieden te sterk werd, met het optreden van roofridders en vrijbuiters als gevolg. De stad besloot zich onafhankelijk op te stellen tegenover Holland en sloot in 1344 een verbond met de bisschop. 
Jan van Arkel, die zich in 1343 in Grenoble had gevestigd om de kosten van een hofhouding uit te sparen, werd door zijn broer en plaatsvervanger Robert van Arkel in 1345 teruggeroepen toen graaf Willem besloten had Utrecht aan te pakken en op 8 juni met een grote troepenmacht de stad belegerde. Na acht weken belegering stemde Utrecht in met een bestand, waarbij ze de positie van de graaf moesten erkennen. Deze sneuvelde echter twee maanden later, waarop in Holland de partijstrijd tussen Hoeken en Kabeljauwen losbarstte. Ook in Gelre ontstond rond deze tijd een dergelijke partijstrijd, zodat ook daar de aandacht voor het Sticht afnam.
De positie van het Sticht werd hierdoor weer sterker en maakte nieuwe acties tegen Holland mogelijk. Met steun van de stad werden in 1346 Hollandse steunpunten als Eemnes en IJsselstein aangevallen en in 1348 raakte hij slaags met Holland en Gelre. Al deze acties kostten echter meer dan Jan kon betalen, en daardoor kwam hij nu in de problemen. Zo moest hij Frederik van Eese, die hem had geholpen de Zutphense baanderheer Gijsbrecht van Bronkhorst te verslaan, het hele Oversticht, op Vollenhove na, in pand geven. Het volgende jaar werden ook Vollenhove en het Nedersticht verpand. Bovendien kwam er een mandaat van de paus om beslag te leggen op Jans tafelgoederen, om daarmee achterstallige servitiën te voldoen.
Jan trok zich weer terug in Grenoble, maar in 1351 keerde hij terug en wist in de volgende jaren zijn positie te herwinnen en zijn gezag in het bisdom te herstellen. Hij trad nogmaals op tegen lastige kasteelheren en roofridders, waarbij verschillende strategisch gelegen kastelen in Utrechtse handen kwamen. Binnen de stad werd stabiliteit geschapen door de verbanning van de Hollandsgezinde partij van de Gunterlingen. Na een laatste campagne tegen Holland in 1355-1356 werd voorlopig vrede getekend: het Nedersticht was onder de curatele van de graaf uitgekomen en de roofridders waren aangepakt.
Het Sticht stond er nu beter voor dan in tijden het geval geweest was. Het gevolg is wel dat de stad steeds meer macht had verworven in ruil voor financiële steun aan de militaire operaties. Zij begon nu een meer zelfstandige koers te varen.

## Bisschop van Luik
In 1364 werd Jan van Arkel door paus Urbanus V overgeplaatst naar Luik. Door de macht van de gilden kon hij daar zijn macht minder laten gelden dan in Utrecht, al wist hij in 1366 het graafschap Loon definitief bij het prinsbisdom in te lijven.
In 1373 werd hij gedwongen het Tribunaal der XXII op te richten. Dat was een rechtbank met soeverein beslissingsrecht, ter verdediging van iedere Luikse onderdaan tegen het onrechtmatig optreden van de bisschoppelijke ambtenaren, en dat al eerder kortstondig had bestaan tijdens het bewind van Adolf II van der Mark. In 1374-1375 moest Jan van Arkel uitwijken naar Maastricht om aan zijn opstandige onderdanen te ontkomen. Maastricht werd daarop belegerd door de woedende Luikenaren, een beleg dat pas beëindigd werd na een oproep van paus Gregorius XI.
In augustus 1377 wijdde hij het koor in van de Onze-Lieve-Vrouwekerk in Hoei. Van Arkel overleed op 63-jarige leeftijd in Luik. Hij liet twee kinderen na: Kunegonde, geboren in 1345, en Johan van Arkel, heer van Rijnestein (1350-1413).

## Begraven in Utrecht
Na zijn dood werd Jan van Arkel begraven in de Domkerk te Utrecht. Delen van zijn graftombe werden na de Hervorming verwerkt in het hek dat de naar hem vernoemde kapel afsluit.
- Bibliothèque nationale de France: cb109319769 (data)
- Biografisch Portaal: 85178396
- Gemeinsame Normdatei: 13887073X
- International Standard Name Identifier: 0000 0003 5883 9100
- Nederlandse Thesaurus van Auteursnamen: 184212243
- Système universitaire de documentation: 136773591
- Virtual International Authority File: 212129823
- WorldCat: E39PBJcC3d97MXbKfhRcX6t3Qq